# وحيدات الخلية الهيرمينيوسية محتلة الصخور
وحيدات الخلية الهيرمينيوسية محتلة الصخور (الاسم العلمي: Herminiimonas saxobsidens) هي نوع من البكتيريا، سلبية الغرام، تتبع جنس وحيدات الخلية الهيرمينيوسية.